# AppFuse
AppFuse est un projet open source pour développer des applications web J2EE.
Il permet aux développeurs de démarrer rapidement et facilement en utilisant des technologies open source tels que Spring, Hibernate ou Struts. Il a été initialement créé par Matt Raible.